# Gino Ceschelli
Gino Ceschelli (Motta di Livenza, 8 maggio 1902 – San Giuseppe Vesuviano, 23 settembre 1943) è stato un presbitero italiano, medaglia d'oro al valor civile.

## Biografia
Ordinato sacerdote nel 1926, faceva parte della Congregazione di San Giuseppe e divenne parroco di San Giuseppe Vesuviano nel 1941; si impegnò in modo attivo nell'aiuto alla popolazione.
A metà settembre del 1943 il paese fu bombardato, e dopo i bombardamenti, sotto i quali il 17 settembre perse la vita il carabiniere Pasquale Sacco dopo aver salvato la vita a 4 bambini che giocavano in piazza, i soldati tedeschi cominciarono a saccheggiare il paese e a rastrellare gli uomini da deportare in Germania. Padre Gino cercò in tutti i modi di aiutare la popolazione, anche nascondendo alcuni uomini in chiesa.
Venne arrestato il 23 settembre del 1943, con alcuni suoi cappellani, separato dagli altri e condannato a morte; fu ucciso con un colpo di pistola alla nuca.

## Riconoscimenti
- San Giuseppe Vesuviano gli ha dedicato una via, una lapide e il nome della scuola media statale.
- Nella toponomastica romana "Largo Don Gino Ceschelli" si trova nel quartiere di Roma70, nel quadrante sud-est della cittá